# Львовуголь
«Львовуголь» — угледобывающее предприятие во Львовской области Украины.
Занимается добычей энергетического угля в южной части Львовско-Волынского угольного бассейна.

## История
В 2003 году общая фактическая добыча угля составляла 2 374 438 тонн. 
В 2007 году предприятия «Львовугля» имели запасы около 140 млн тонн. 
4 марта 2015 года «Львовуголь» был включён в перечень предприятий и организаций, имеющих стратегическое значение для экономики и безопасности Украины.
В июле 2015 года было утверждено решение о ликвидации шахты "Заречная".

## Структура

### Шахты
- ГОАО Шахта Бендюжская
- ГОАО Шахта Великомостовская
- ГОАО Шахта Визейская
- ГОАО Шахта Возрождение
- ГОАО Шахта Заречная
- ГОАО Шахта Лесная
- ГОАО Шахта Межиреченская
- ГОАО Шахта Надежда
- ГОАО Шахта Степная
- ГОАО Шахта Червоноградская

### Вспомогательные предприятия
- ГОАО ЦОФ Червоноградская
- Газета «Гірник»
- Управление Западуглепоставка
- ГП Западуглепромсанэкология
- ГОАО Западуглеснабсбыт
- ОАО Сокальское шахтоспецмонтажно-наладочное предприятие
- ДП Углереализация
- ОАО Укрзападуглестрой
- ОАО Червоноградская автобаза
- ОАО Червоноградский ремонтно-механический завод
- ГОАО Червоноградский учебно-курсовой комбинат
- ГОАО Червоноградское бюро специальных маркшейдерских работ
- ГОАО Червоноградское горно-монтажное управление
- ГОАО Червоноградское погрузочно-транспортное предприятие
- ГОАО Червоноградское предприятие производственно-технологической связи
- Червоноградское РСУ
- ОАО Червоноградское спецпредприятие по гашению терриконов и рекультивации земель